# Monhystera capitata
Monhystera capitata är en rundmaskart som beskrevs av Stekhoven 1942. Monhystera capitata ingår i släktet Monhystera och familjen Monhysteridae. Inga underarter finns listade i Catalogue of Life.